# Ivaté
Ivaté este un oraș în Paraná (PR), Brazilia.